# 소벌도리
소벌도리(蘇伐道理/蘇伐都利)는 신라 초기의 신화적인 인물로 서라벌 6촌 중 돌산고허촌(突山高墟村)의 촌장이었다. 신화에 따르면 혁거세 거서간을 발견하여 양육하고 즉위시켰다. 신화를 근거로 하면 소벌도리를 기원전 2세기에서 1세기 사이 인물로 볼 수 있다.
성씨 "소벌" 유래에 대한 주장은 크게 두 가지다. 첫번째로 신라의 수도였던 서라벌로 변화한 '쇠벌'이나 '서벌'에서 왔다는 주장이 있다. 두번째로 소벌도리가 다스렸던 지역 이름이 고허촌(高墟村)으로 소벌을 한자로 번역한 지명으로 '높은 터'(고허, 高墟)를 의미하는 '솟벌', 즉 솟은 터, 솟은 벌에서 유래했다는 주장이 있다. 그리고 유리 이사금이 신라 6촌 촌장에게 한자식 성씨를 주었을 때 소벌도리는 '높은 곳'을 의미하는 한자인 최(崔)를 성씨로 받았다. 이 역시 소벌이 솟벌, 솟은 벌을 의미했다고 주장하는 이유이기도 하다.  

## 생애
일연의 《삼국유사》의 기록에 따르면 소벌도리는 하늘에서 형산으로 내려와 돌산고허촌의 촌장이 되었다고 한다. 기원전 69년에 6부의 촌장들이 모여 덕(德)이 있는 자를 찾아 왕으로 삼고 수도를 정해 나라를 열 것을 결의하였는데 나정(蘿井)에서 이상한 기운이 비치는 것을 보고 찾아가서 붉은 알을 얻었다고 한다. 그 알에서 나온 아이가 박혁거세이며, 기원전 57년에 왕으로 옹립하여 신라를 건국하였다. 《삼국사기》는 나정에서 알과 혁거세를 처음 발견하여 양육한 것이 소벌공이라 기록하고 있다. 고허촌은 신라 유리왕 때 사량부(沙梁部)로 개칭되고 최씨(崔氏) 성을 하사받았다고 한다. 반면  《삼국유사》에는 정씨(鄭氏)의 조상이라 기록되어 있다. 이후의 생애는 알려져 있지 않다.
한편 진주 소씨 족보는 소벌도리의 생애에 대해 다른 기록을 전하고 있다. 그에 따르면 소벌도리는 진한의 왕족으로 자(字)는 당운(當雲)이다. 진한의 초대 군주 소백손의 4대손이며 돌산고허촌의 촌장을 지냈다고 한다. 사후 신라의 개국공신에 녹훈되었고 사량부 대인(沙梁部大人)이 되었다. 516년(법흥왕 3년) 충선(忠宣)의 시호가 추서되었는데, 뒷날 태종무열왕에 의해 왕으로 추존되어 문열왕(文烈王)이라 시호를 받았다고 한다. 이후 최씨와 소씨는 그를 시조로 하고, 각각 최치원, 최언위, 최준옹, 알천(소경) 등을 중시조(中始祖)로 하여 세대 수를 기세(起世)하고 있다.
장남 대벌리(大伐利)의 후손들은 최씨 성을 사용하였고 다른 후손들은 원래의 성인 소씨(蘇) 성을 그대로 사용하였다.

## 가계
- 부인: 이름 미상
  - 아들: 최대벌리(崔大伐利, 소씨였으나 이후 최씨 성으로 개명)
    - 손자: 최소벌리(崔小伐利)

  - 아들: 소해리(蘇解理, 소씨 성을 사용)
    - 손자: 소부류(蘇扶流)
    - 손자: 소정동(蘇井同)

  - 아들: 소계양(蘇桂陽)

## 기타
진주 소씨 족보의 기록에 따르면 25세손 최치원은 경주 최씨의 시조가 되었고, 24대손 소경은 진주 소씨의 선조가 되었다. 그 외에 신라 말, 고려시대 초에 살았던 최준옹(崔俊邕)도 소벌도리의 25세손이다.

## 같이 보기
- 진한
- 사로국
- 박혁거세

|                       | 알천양산촌 (閼川楊山村) | 돌산고허촌 (突山高墟村) | 자산진지촌 (觜山珍支村) | 무산대수촌 (茂山大樹村) | 금산가리촌 (金山加利村) | 명활산고야촌 (明活山高耶村) |
| --------------------- | ----------------------- | ----------------------- | ----------------------- | ----------------------- | ----------------------- | --------------------------- |
| 6부명 (6部名)         | 급량부 及梁部           | 사량부 沙梁部           | 본피부 本彼部           | 점량부 漸梁部           | 한지부 漢祗部           | 습비부 習比部               |
| 촌장 (村長)           | 알평 謁平               | 소벌도리 蘇伐都利       | 지백호 智伯虎           | 구례마 俱禮馬           | 지타 祗陀               | 호진 虎珍                   |
| 강림지 (降臨地)       | 표암봉 瓢巖峰           | 형산 兄山               | 화산 花山               | 이산 伊山               | 명활산 明活山           | 금강산 金剛山               |
| 후손 성씨 (後孫 姓氏) | 이씨 李氏               | 최씨 · 소씨 崔氏 · 蘇氏 | 정씨 鄭氏               | 손씨 孫氏               | 배씨 裵氏               | 설씨 薛氏                   |